# Elder Barber
Elda Perla Barbero (Morteros, Córdoba; 6 de mayo de 1934-Madrid, España; 7 de marzo de 1983), conocida artísticamente como Elder Barber, fue una cantante argentina afincada en España.

## Biografía
Comienza su carrera artística en su Argentina natal como cantante popular a mediados de la década de 1950. En 1954 participó en la película Se necesita un hombre con cara de infeliz doblando a la actriz Mora Milton y el gran éxito que obtuvo con la canción Canario triste hizo que al año siguiente fuera llamada para protagonizar los filmes Canario rojo dirigida por Julio Porter, una adaptación del propio director de la obra Carlos III y Ana de Austria de Manfred Roessner, y La cigüeña dijo ¡Sí! bajo la dirección de Enrique Carreras.
En 1958 se instaló en España, donde inició una breve pero exitosa carrera musical y en 1962 protagonizó el filme español Melodías de hoy, dirigida por José María Elorrieta. A lo largo de siete años, publicó 17 EP, destacando sus versiones de temas italianos, procedentes del Festival de la Canción de San Remo, como la popular Una casita en Canadá, así como adaptaciones del Festival de Benidorm.
El auge de la naciente cultura del rock, le llevó a apartarse temporalmente de su habitual tono melódico y probar suerte en el nuevo género, con temas como Rock con stacatto.
Sin embargo, su carrera fue languideciendo, hasta retirarse definitivamente del mundo artístico a mediados de la década de los sesenta.
En 1976 el diario La Nación de Buenos Aires dio cuenta de sus intenciones de retomar su carrera, y recordaba alguna presentación suya en el programa Cabalgata de Fin de Semana de Radio Madrid. No obstante, al menos en Argentina no se tuvo noticias de su reaparición, y la siguiente noticia que se conoció de ella fue la de su muerte tras una larga enfermedad.
Falleció en Madrid el 7 de marzo de 1983. Estaba casada con el compositor español Manuel Moreno-Buendía y tenía dos hijas.